# Rathaus Querfurt

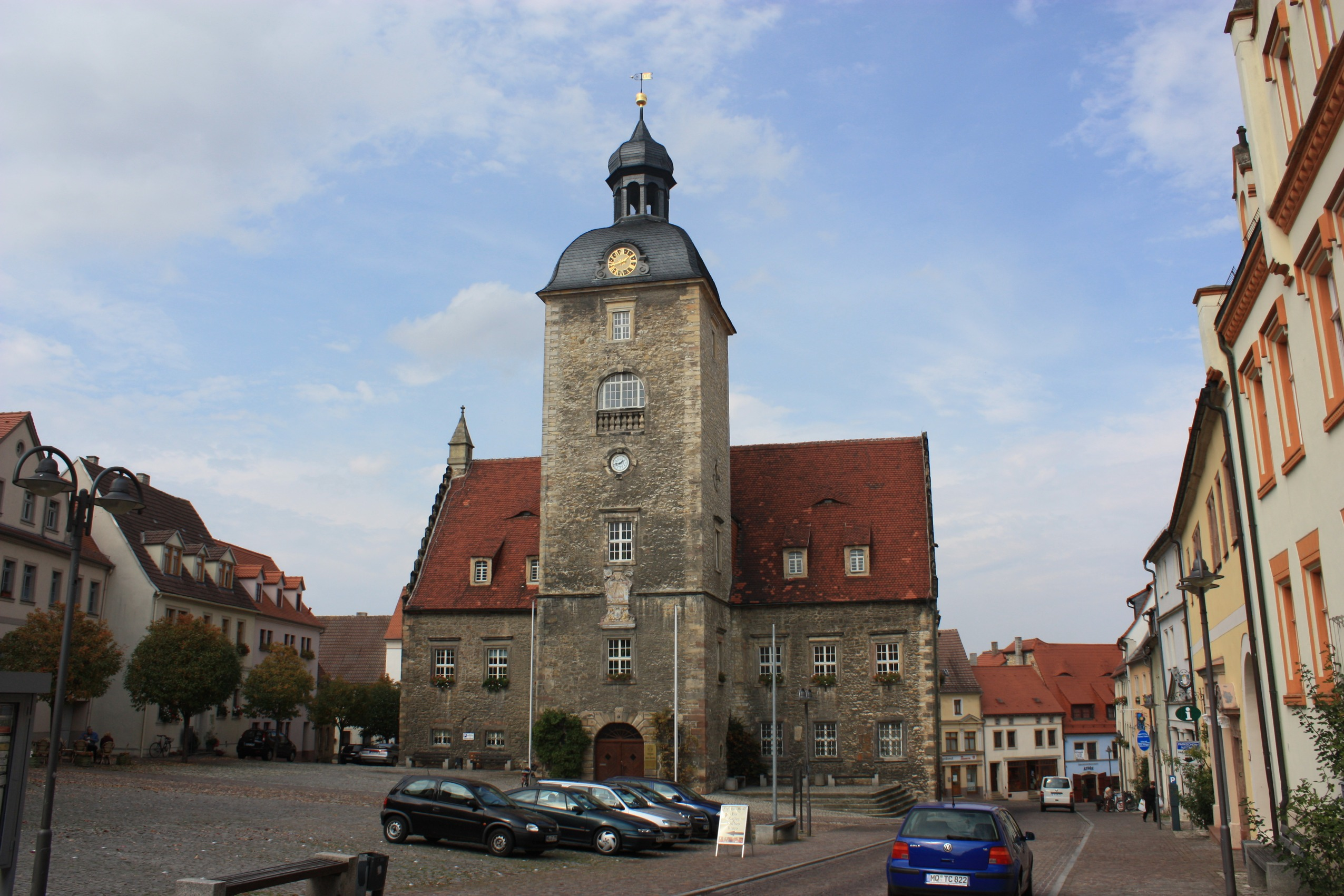
Rathaus Querfurt

Das Rathaus von Querfurt ist ein Baudenkmal in der Stadt Querfurt im Saalekreis in Sachsen-Anhalt.

## Lage und Geschichte
An der Nordseite des Marktplatzes von Querfurt steht das Rathaus, das zwar Anfang des 16. Jahrhunderts erbaut wurde, in seiner heutigen Gestalt aber stark von einem Umbau durch Gottfried Weichelt im Jahr 1698 geprägt ist. Bei diesem Umbau, Folge mehrerer Stadtbrände des 17. Jahrhunderts, wurde auch südlich vor das Rathaus der sechsgeschossige Archivturm mit Rustikaportal, rundbogiger Laube, Schweifhaube und Laterne gebaut, der den Platz bis heute prägt und in seiner Dachfahne das Jahr 1701 trägt. In dem Turm lebte bis zum Jahr 1945 auch ein eigener Türmer, wie Johannes Schlaf in seinen Dingsda-Geschichten berichtet.
Das eigentliche Rathaus beherbergte Stadtwaage, Ratstrinkstube und Bürgersaal, 1738 wurde zudem das Archiv eingebaut. Ein Erweiterungsbau aus der Zeit um 1900 befindet sich im Nordosten des Gebäudes. Das von Renaissance und Barock geprägt Gebäude besitzt Staffelgiebel, eine Dachlaterne und verschiedene Arten von Dachgauben. Es steht unter Denkmalschutz und ist im Denkmalverzeichnis mit der Nummer 094 05975 erfasst.

## Denkmäler und Installationen
Am Rathaus befinden sich unter anderem eine Zeigeruhr mit römischen Zahlen, eine Sonnenuhr und ein Eselskopf an der Ostseite, Anspielung auf eine Sage um heiligen Brun von Querfurt. Zudem wurde hier eine Gedenktafel für sogenannte Märzgefallene an der Marktseite angebracht, die aber auch einen KZ-Insassen erinnert, der tragisch starb. Im Jahr 2014 entstand an der Westseite ein Denkmalbrunnen, der einerseits an der Braunsbrunnen im Nordwesten der Stadt angelehnt ist, andererseits ein Denkmal für den heiligen Brun von Querfurt darstellt.